# Damias isabella
Damias isabella là một loài bướm đêm thuộc phân họ Arctiinae, họ Erebidae.